# Eublaberus marajoara
Eublaberus marajoara är en kackerlacksart som beskrevs av Rocha e Silva 1972. Eublaberus marajoara ingår i släktet Eublaberus och familjen jättekackerlackor. Inga underarter finns listade i Catalogue of Life.